# Electronic Data Systems
EDS (seit August 2008 EDS, an HP company, ab 23. September 2009 HP Enterprise Services, ursprünglich Abkürzung für Electronic Data Systems Corporation) war ein 1962 von Ross Perot gegründetes, weltweit in rund 60 Ländern aktives US-amerikanisches Unternehmen für Ausgliederungsdienstleistungen mit Hauptsitz in Plano, Texas. Das Kerngeschäft von EDS umfasste Outsourcing von Informationstechnik (IT), Business Process Outsourcing Services und IT Transformation Services. In Deutschland beschäftigte EDS 2006 ca. 3500 Mitarbeiter von 118.000 Mitarbeitern weltweit. Die EDS Deutschland GmbH hatte ihren Sitz in Düsseldorf.
Mit einem Umsatz von 21,3 Milliarden US-Dollar für das Geschäftsjahr 2006 war EDS Nr. 111 auf der Liste der Global 500-Unternehmen. EDS verfügte weltweit über 35.000 Kunden aus Wirtschaft und öffentlichen Verwaltungen.
EDS wurde an den Börsen in New York (NYSE:EDS) und London gehandelt und besitzt den IATA-Airline-Code 1Y.
2008 wurde EDS an Hewlett-Packard verkauft, dort zunächst unter dem alten Namen (mit dem Zusatz „an HP company“) weitergeführt und ist inzwischen vollständig mit dem alten Unternehmensservicebereich von HP als „HP Enterprise Services“ in dieser Firma aufgegangen.

## Geschichte
Das Unternehmen wurde 1962 von Ross Perot gegründet. Dieser war zunächst Mitarbeiter bei IBM und gehörte dort zu den besten Vertriebsleitern. IBM wollte von seiner Idee, überschüssige Rechnerkapazitäten der Kunden aus Effizienzgründen weiterzuvermieten, nichts hören, denn es bedrohte das eigene Geschäftsmodell. Daraufhin kündigte Perot und gründete seine eigene Firma: EDS. EDS war damit ein frühes IT-Dienstleistungsunternehmen und gilt als Begründer des IT-Outsourcings.
1984 wurde EDS von General Motors übernommen und etablierte sich somit auch in einigen europäischen Ländern, in denen das Unternehmen bis dahin nicht präsent war (unter anderem Deutschland, Schweden und Belgien durch die dortigen Werke von Opel bzw. Saab). Ross Perot blieb bis 1987 Vorstandsvorsitzender des Unternehmens, wurde dann jedoch aufgrund von Differenzen im Management durch Les Alberthal ersetzt. Dieser blieb bis 1999 im Amt.
Im Jahre 1995 wurde die Unternehmensberatung A.T. Kearney übernommen. 1996 wurde EDS wieder unabhängig von General Motors.
Alberthals Nachfolger wurde Richard H. „Dick“ Brown. In Browns Amtszeit fielen unter anderem die Anschläge vom 11. September 2001. Durch die dadurch ausgelöste Krise besonders bei den Fluglinien wurde auch EDS schwer in Mitleidenschaft gezogen. EDS trennte sich im Mai 2003 mit einer großzügigen Abfindung von Dick Brown. Sein Nachfolger wurde Michael H. Jordan, der bereits in den 1990er Jahren den US-Medienkonzern CBS saniert hatte. Zum 1. September 2007 wurde Ronald A. Rittenmeyer Vorstandsvorsitzender (bis 31. Dezember 2008), der schon Jordan bei der Reorganisation unterstützte. Jordan selbst verblieb im Aufsichtsrat.
Im Rahmen eines Management-Buy-Outs verkaufte EDS im Januar 2006 die Tochtergesellschaft A.T. Kearney.
Zur Stärkung der off-shore Aktivitäten im IT- und BPO Geschäft kaufte EDS im Jahr 2006 die indische MphasiS BFL Limited.
Am 13. Mai 2008 wurde EDS von Hewlett-Packard für insgesamt 13,9 Milliarden Dollar erworben. Ron Rittenmeyer, der diesen Verkauf angebahnt hatte, verließ zum 31. Dezember 2008 die Firma mit einer Abfindung in zweistelliger Millionenhöhe.
September 2008 kündigte die Muttergesellschaft HP die Entlassung von 24.600 Arbeitnehmern an, davon 9330 in Europa und 1400 in Deutschland. Die Personalreduktion konnte in Deutschland nach längerem Streik durch freiwillige Aufhebungsverträge etwas glimpflicher für die Mitarbeiter gestaltet werden.
Im August 2012 musste HP 8 Milliarden $ des Wertes von EDS abschreiben.

## Deutsche Niederlassung
Die größte deutsche Niederlassung befand sich in Rüsselsheim, die durch den dortigen Standort von Opel entstand. EDS hatte sich während seiner Zugehörigkeit zum General-Motors-Konzern 1985 in der Opelstadt angesiedelt und sämtliche EDV-Aktivitäten von Opel übernommen.
1992 kaufte EDS den Mathematischen Beratungs- und Programmierungsdienst (mbp), das 1957 gegründete erste Softwarehaus Europas.
Ebenfalls 1992 erwarb man vom Getriebehersteller GETRAG die Industrie Daten Idee in Ludwigsburg, wodurch auch im Südwesten der Bundesrepublik ein Standort hinzukam.
Im Juli 2001, nach der Übernahme der Systematics-AG für 635 Mio. Euro in Barmitteln und Aktien, die im September 1999 an den Neuen Markt gegangen war, liegt ein weiterer Hauptstandort in Hamburg.
Die deutsche Niederlassung EDS Business Solutions GmbH organisiert u. a. seit Anfang 2004 als Systemintegrator den Portalbetrieb der Kommunikationsplattformen hamburg.de und schleswig-holstein.de sowie von sechs weiteren kommunalen Auftritten in Nordniedersachsen; EDS führte auch in der Vergangenheit bereits verschiedene Projekte im Bereich E-Government für die Freie und Hansestadt Hamburg durch.
Im November 2006 gab EDS bekannt, den Firmensitz der EDS Deutschland GmbH von Rüsselsheim nach Düsseldorf zu verlagern. Auslöser für diesen Umzug war ein Vertragsabschluss mit Vodafone über die Übernahme der Softwareentwicklung von Vodafone D2 durch EDS.
Im Mai 2007 verkündete EDS die Übernahme der IT der KarstadtQuelle AG. Sie führte zur Gründung der EDS Itellium GmbH mit Sitz in Essen. Da Arcandor die erwarteten Einsparungen nicht verwirklichen kann, wurde der Verkauf 2009 rückabgewickelt.
Der Standort Rüsselsheim wurde Ende Januar 2014 geschlossen.

## Streik und Personalabbau
Im April 2008 schloss EDS den Standort Dortmund und konsolidierte die Mitarbeiter in Essen.
Am 6. Oktober 2008} gaben EDS und HP den Abbau von 1150 der 4200 EDS-Stellen (27,3 %) den Mitarbeitern und der Öffentlichkeit bekannt. (HP: 250 von 8500; 2,9 %).
Da bei EDS diese Pläne unbeirrt weiter verfolgt wurden, obwohl gerade diese Geschäftssparte wesentlich zur knappen Einhaltung der prognostizierten Geschäftszahlen von HP beigetragen hatte und die angestrebten Abbauzahlen bei HP, zuzüglich einer Ankündigung weltweiter Gehaltskürzungen, mehr als verdoppelt wurden, kam es ab Februar 2009 zu insgesamt vier Warnstreiks der Belegschaft der EDS Operation Services GmbH, u. a. mit Aktionen vor den Werkstoren der Muttergesellschaft HP in Böblingen und auf der Computermesse CeBIT in Hannover. Nach einer erfolgreichen Urabstimmung (91,9 %) begannen erste unbefristete Streiks am 4. Juni 2009 Nach fünf Streikwochen kam es am 2. Juli zu einem Verhandlungsergebnis, einem Kompromiss zwischen Betriebsrat, Gewerkschaften und Geschäftsleitung, zu dessen Annahme die gewerkschaftlich Organisierten in der zweiten Urabstimmung am 14. Juli 2009 mit 50,03 % zustimmten. Der Kompromiss beinhaltet u. a. die Deckelung der Kündigungszahlen und ein Freiwilligenprogramm.
Von der Schließung in Rüsselsheim am Main waren 1100 Mitarbeiter betroffen.

## Tochtergesellschaften / Joint Ventures
- A.T. Kearney – ein Management-Beratungsunternehmen – wurde im Januar 2006 verkauft,
- ExcellerateHRO – ein Personal Outsourcing Joint Venture mit Towers Perrin
- Injazat Data Systems – Joint Venture mit Mubadala Development Company
- MphasiS – 100%iges Tochterunternehmen in Indien
- EDS Mid-market Solutions GmbH – Lösungen für den Mittelstand
- SOLCORP – ein Softwareunternehmen
- UGS Corporation – ein Anbieter von Software und Dienstleistungen für das Product-Lifecycle-Management, wurde im März 2004 an eine Investorengruppe verkauft und war seitdem selbstständig tätig. Seit Januar 2007 gehört UGS zur Siemens AG.
- Wendover – Financial Services
- Itellium Systems & Services das Beratungsunternehmen für den Handel – Joint Venture mit der ehemaligen 100 % Tochter der KarstadtQuelle AG